# Duinslag
Een duinslag of strandslag is een pad over de duinen naar het strand.
In Nederland en andere landen vervullen de duinen een belangrijke functie bij de bescherming van het laaggelegen land. Het is daarom veelal verboden door de duinen te lopen. In plaats daarvan zijn er paden naar het strand aangelegd, veelal met trappen, van de parkeerplaatsen naar het strand. Zo'n pad heet een slag. Het woord is onzijdig: het slag.
In de praktijk zijn de stranden bij de slagen vaak het drukst. Om te bewerkstelligen dat strandgasten zich over het strand verspreiden, worden vaak vlonderpaden over het strand gelegd, vlak bij de duinenrij.
Soms staan er genummerde bordjes bij de slagen. Hierdoor is het voor een strandwandelaar gemakkelijk om terug te vinden langs welk slag hij gekomen is en waar zijn auto of fiets staat.
Een naturistenstrand bevindt zich meestal niet in de onmiddellijke nabijheid van een slag. Bezoekers daarvan zullen dus een eindje langs het strand moeten lopen.
Het woord Slag is vaak in geografische benamingen terug te vinden, zoals in Wassenaarse Slag, Grevelingse Slag.